# Carole Couvert

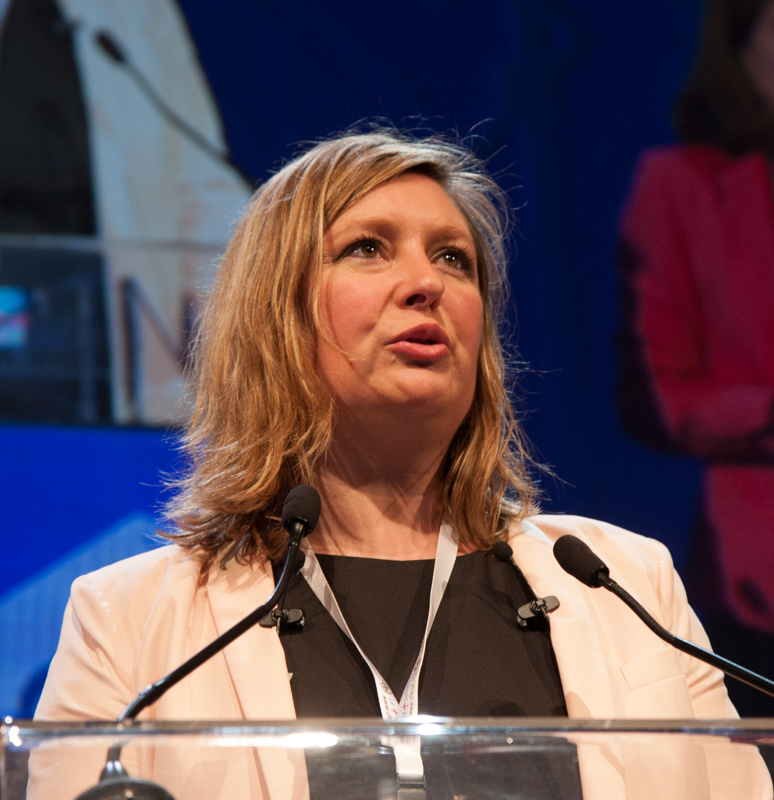
Carole Couvert, als Präsidentin der CFE-CGC

Carole Couvert (geboren am 21. Januar 1973 in Beaune) ist eine französische Gewerkschafterin. Sie war Présidente Confédérale des Gewerkschaftsbundes CFE-CGC vom 17. April 2013 bis zum 1. Juni 2016. Auf diesem Posten folgte sie auf Bernard Van Craeynest. Seither ist sie Ehrenpräsidentin des Gewerkschaftsbundes.

## Gewerkschaftsarbeit
Nach einer Ausbildung in Marketing und Management begann Carole Couvert 1994 ihre berufliche Tätigkeit bei der EDF GDF. Zwischen 2002 und 2005 übte sie im Département Côte-d’Or mehrere Gewerkschaftsmandate für die CFE-CGC aus. Ihr Verband ist die CFE-CGC Energies. Im Jahr 2006 wurde sie Sekretärin des CFE-CGC-Verbandes mit Zuständigkeit für den internen Zusammenhalt. Im Jahr 2009 wurde sie zur Generalsekretärin der CFE-CGC gewählt. Am 17. April 2013 wurde sie auf dem 35. Kongress in Saint-Malo zur neunten Präsidentin des Gewerkschaftsbundes (und zur ersten Frau in dieser Funktion) gewählt.

## Ehrungen
Am 14. April 2017 wurde sie zum Ritter der Ehrenlegion ernannt.